# Économie de la Libye
L'économie de la Libye dépend principalement des revenus du secteur pétrolier, qui composent la presque totalité des exportations. L'industrie et l'agriculture sont limitées, l'activité agricole pâtissant surtout de la nature des sols du pays, désertiques à 94 %.
Les revenus pétroliers couplés à une faible population ont permis à la Libye d'avoir le PIB le plus élevé par habitant sur le continent africain. À partir de l'an 2000, on assiste à une envolée des cours du Brent, ce qui tire la croissance libyenne vers le haut (sur la période 2003-2008, le PIB est multiplié par 3). En 2009, avec la chute des cours du pétrole en lien avec la récession qui frappe le monde entier, le PIB libyen chute de 87 milliards à 63 milliards de US$, il remonte légèrement l’année suivante mais le printemps arabe et les deux guerres civiles successives en 2011 ont totalement désorganisé l'économie du pays, dont les différentes factions rivales se disputent les ressources pétrolières. Cette même année, le PIB tombe à 34 milliards de US$. De nos jours, le pays est encore bien loin d'avoir retrouvé son économie d'avant-crise, en effet le PIB s’élève en 2017 à 51 milliards de US$.

## Avant leXXesiècle

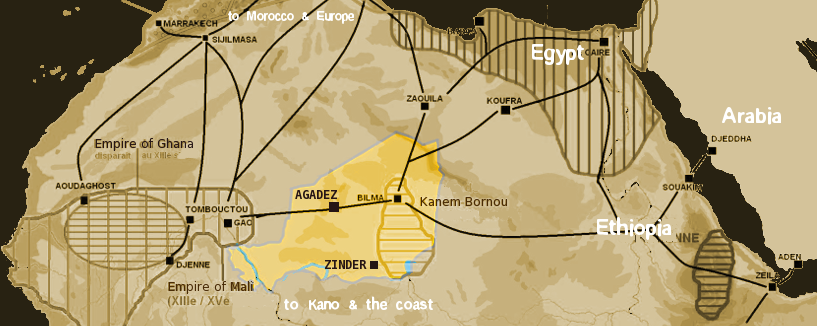
Routes du commerce transsaharien au Moyen Âge.

Après la fin de l'Empire romain, les populations de l'actuelle Libye passent progressivement à un mode de vie nomade, principalement agricole et pastoral. Sous le haut Moyen Âge, après la conquête arabe du pays, la vie rurale demeure principalement le fait de communautés vivant en autarcie. Les conflits internes portent le coup de grâce à la sédentarité et à l'agriculture en Libye, à l'exception des grandes villes. Au XVe siècle, Tripoli se développe et devient une place forte du commerce maritime et de la piraterie. En 1551, le territoire tombe aux mains de l'Empire ottoman, qui y établit la régence de Tripoli. Les villes de Tripoli, Benghazi, Misrata et Derna sont des étapes importantes pour le commerce  en Méditerranée. En dehors des grandes villes, cependant, l'autorité ottomane demeure surtout nominale : le mode de vie à l'intérieur du pays demeure surtout rural et nomade.
Les ports de Tripolitaine et de Cyrénaïque sont en même temps des destinations importantes du commerce transsaharien avec le Ouaddaï et le Kanem-Bornou ; leur importance s'accroît même jusqu'au milieu du XIXe siècle sous l'effet de la politique d'isolement du Maroc et de la guerre entre la France et les grandes tribus d'Algérie ; après 1840, l'Empire ottoman rétablit son autorité sur les régences côtières et les oasis du Fezzan.

## La colonisation italienne

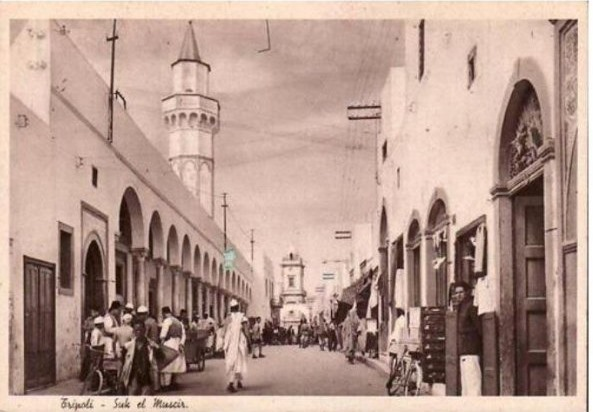
Souk al-Mushir à Tripoli, vers 1930.

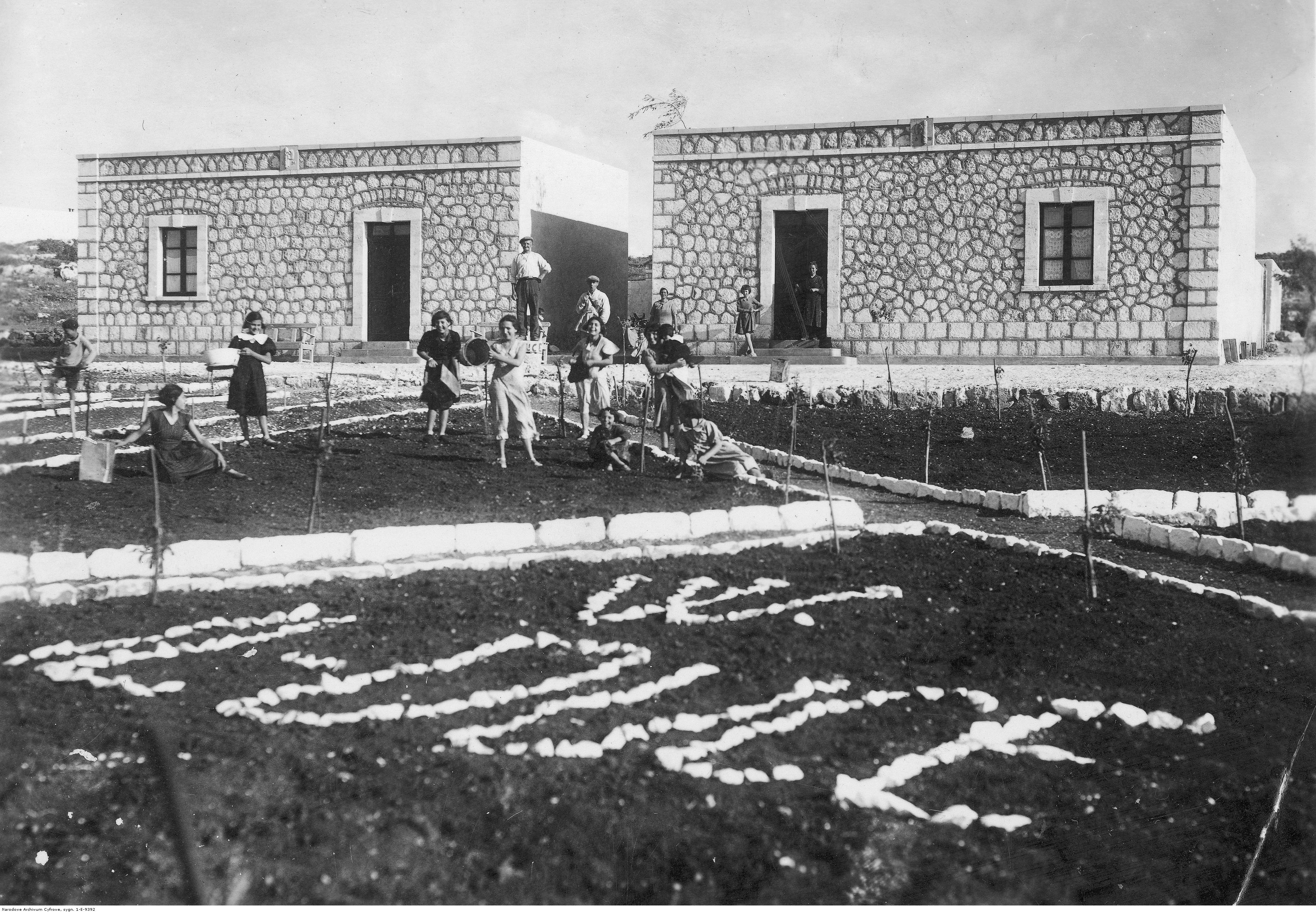
Colons italiens en Libye, v. 1926-1939.

En 1911, l'Italie, désirant étendre ses territoires coloniaux, envahit le territoire de la régence. Ce n'est qu'en 1931 que le territoire de la Libye italienne est réellement pacifié, et les dernières résistances écrasées : la Libye est alors économiquement ruinée, la guerre ayant détruit l'équilibre agro-pastoral du pays. Les colons italiens ne se sont installés que dans des proportions très modestes. Nommé gouverneur général de la Libye en 1934, Italo Balbo développe la colonie en faisant construire un réseau routier et rénover les villes; il développe en outre la colonisation par la fondation de nouveaux villages de colons, auxquels sont attribués des lopins agricoles. Des nombreux paysans italiens font reverdir des terrains semi-désertiques, en particulier dans la région de Cyrène. La colonisation s'accélère nettement à partir de 1938 : chaque colon reçoit alors 25 hectares de terre, accompagnés d'une maison d'habitation, d'un groupe électrogène, et d'un puits. Au total, environ 274 000 hectares sont répartis, dont 231 000 en Tripolitaine (avec 3 960 familles et 23 000 personnes) et 143 000 en Cyrénaïque (avec 2 000 familles et 23 000 personnes). Dans les années précédant immédiatement la Seconde Guerre mondiale, la Libye devient une nouvelle terre privilégiée pour l'émigration italienne. De nombreux villages coloniaux sont créés; les Libyens, quant à eux, reçoivent également des terres de colonisation, mais dans des proportions infimes : 1 393 hectares sont distribués à des agriculteurs dans de nouveaux « villages indigènes » seulement,.

## Après 1945
En décembre 1951, après plusieurs années de transition, la monarchie libyenne accède au rang d'État unifié et indépendant. Le pays est alors 1951 l'un des plus pauvres de la planète : 94 % des sujets du royaume sont analphabètes. Les États-Unis et le Royaume-Uni fournissent une aide financière au royaume, en échange de la jouissance de bases militaires. L'Italie accorde des dommages de guerre à son ancienne colonie, mais obtient la reconnaissance des terres accordées à ses ressortissants : dans les années 1960, environ 27000 Italiens, pour beaucoup propriétaires terriens, continuent de vivre en Libye et d'y détenir une partie des surfaces agricoles.
En 1956, l'économie de la Libye est bouleversée par la première découverte d'un gisement de pétrole. D'autres gisements sont découverts dans les années suivantes et en 1965, la Libye devient le premier producteur de pétrole d'Afrique,. Dans les années suivantes, la rente pétrolière fait augmenter de manière très substantielle le revenu national mais la hausse des revenus et la hausse des prix suscite également une forte inflation et des tensions sociales, qui aboutissent à une grève générale en septembre 1961. Le développement urbain, qui ne s'est pas accompagné de logements suffisants, suscite l'apparition de bidonvilles : pour y remédier, l'État lance une politique de grands travaux et de logement social.

## L'économie de la Libye sous Kadhafi

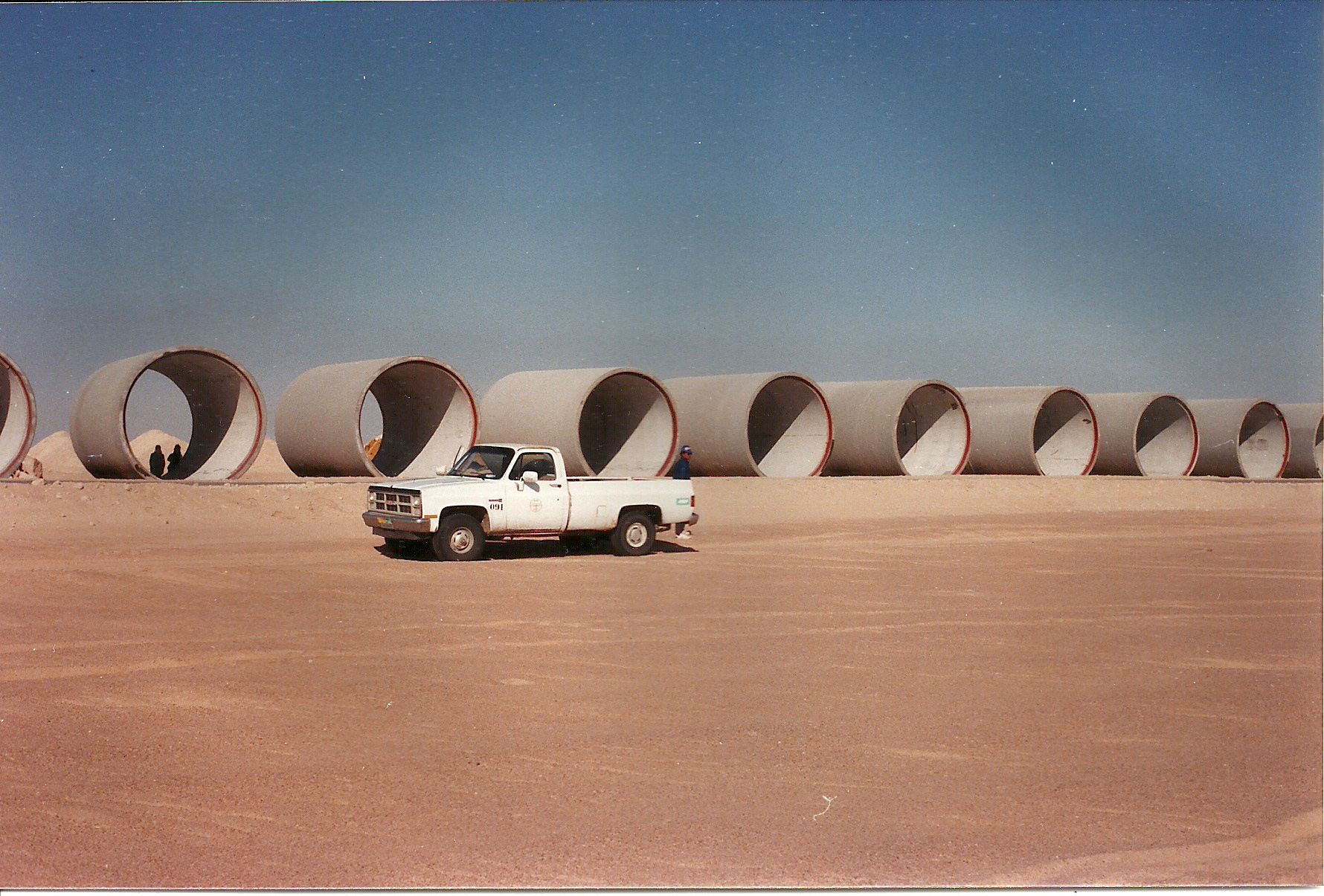
Chantier de la Grande Rivière Artificielle en 1988.

Mouammar Kadhafi prend le pouvoir le 1er septembre 1969, abolissant la monarchie et proclamant la République arabe libyenne. Le nouveau dirigeant mène rapidement une politique volontariste en matière pétrolière, relevant les royalties et la fiscalité : les revenus du pétrole sont multipliés par huit entre 1969 et 1974. À l'occasion du premier choc pétrolier, le gouvernement prend le contrôle des compagnies pétrolières ; les majors sont, en novembre 1973 et contre de solides concessions financières, prises sous contrôle à concurrence de 51 %. La National Oil Corporation est créée en 1970, afin de coordonner l'industrie pétrolière tout en étant habilitée à signer des contrats avec des compagnies internationales, ces dernières supportant les risques de l'exploration. L'envolée du prix du pétrole provoque une montée en flèche des rentrées de la rente pétrolière,,. La rente pétrolière permet à Kadhafi de financer des plans d'équipement de grande ampleur, développant notamment le réseau routier du pays; elle finance également des politiques sociales généreuses - le salaire minimum est ainsi doublé - qui, dans les premières années, génèrent un certain consensus autour du nouveau régime. Le volontarisme économique de Kadhafi se traduit également sur le plan agricole : les propriétaires terriens italiens sont ainsi expulsés, et leurs biens confisqués en 1970. La livre libyenne est remplacée en 1971 par une nouvelle monnaie, le dinar libyen.
En 1969, l'industrie libyenne est encore embryonnaire et concentrée sur l'agriculture (avec la conserverie et la minoterie), le ciment et la peinture. Kadhafi s'emploie à développer l'infrastructure industrielle et énergétique, notamment dans les domaines de la pétrochimie (raffinerie, fibres synthétiques et caoutchouc), de la transformation métallurgique (tuyaux, écrous) et du textile (tissage, teinture, prêt-à-porter). Mais globalement, les performances industrielles libyennes demeurent assez médiocres, et ne parviennent pas à résoudre le problème de la dépendance au pétrole.

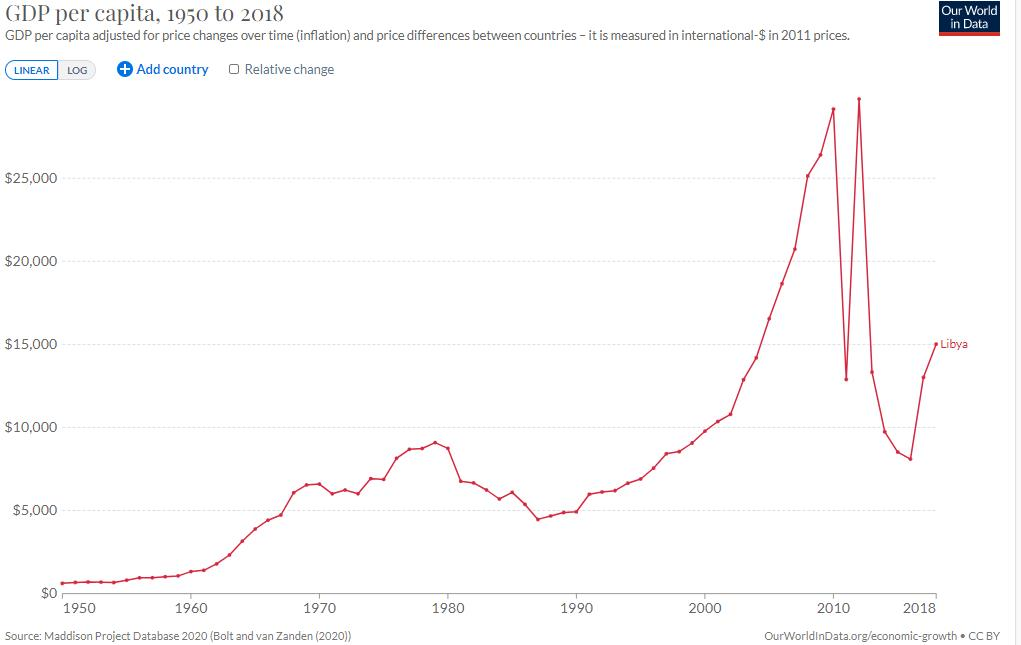
Produit intérieur brut/habitant de la Libye de 1950 à 2018

La Libye dispose d'énormes réserves d'eau fossile souterraine stockées dans une série d'aquifères situés dans les régions centrales et méridionales du pays. Pour remédier aux limites structurelles de l'agriculture libyenne, le gouvernement finance, grâce aux revenus pétrolier et aux ressources en eau fossile, des fondations d'oasis : des superficies de terre circulaires, irriguées en eau, sont mises en culture par des sociétés étrangères, avec des résultats satisfaisants. La recherche de l'autosuffisance alimentaire conduit également à la construction, à partir de 1988, d'un gigantesque aqueduc de 4 mètres de diamètre, la Grande Rivière Artificielle, destiné à combler le déficit en eau des régions habitées et des zones agricoles. La Grande Rivière relie les gisements d'eau profonde de la région de Taberzo (sud de la Cyrénaïque) aux rives de Benghazi et du golfe de Syrte : le projet, réalisé par un consortium sud-coréen avec l'aide technique de bureaux canadiens et américains, voit son troisième tronçon achevé en 2000.
Dans les premières années de la République arabe libyenne, le gouvernement de Kadhafi se distingue surtout par des nationalisations : à partir de 1977, le régime s'engage dans un changement radical en prenant le nom officiel de Jamahiriya arabe libyenne et en adoptant officiellement un mode de gouvernement fondé sur la « démocratie directe ». L'idéologie personnelle de Kadhafi, la « troisième théorie universelle », est dès lors appliquée progressivement au domaine économique.
Le régime s'applique à mettre en œuvre une « redistribution interne de la richesse ». Le salariat est supprimé, sous la bannière du slogan « Associés, pas salariés » : Kadhafi suit dans le domaine économique la même logique de suppression officielle des « intermédiaires » que dans le domaine politique. La maison doit revenir « à celui qui l'habite », la terre « à celui qui la travaille », les entreprises industrielles à l'État ou « à ceux qui y travaillent ». Le secteur immobilier est partiellement nationalisé. Un programme de confiscation des propriétés supérieures à 10 hectares est progressivement mis en œuvre. Tout au long de l'année 1978, des  comités élus prennent le contrôle des entreprises privées. En décembre, l'abolition du petit commerce est annoncée : à partir de 1981, les centaines de boutiques du bazar de Tripoli sont remplacées par des « marchés jamahiriyens », soit de vastes unités publiques de distribution construites sur le modèle de la consommation de masse. Les professions libérales, jugées incompatibles avec le nouveau système économique, doivent se reconvertir. En 1985, Kadhafi annonce comme précepte la rotation des professions, tous les Libyens devant échanger leurs situations : les ouvriers sont censés devenir soldats, les soldats ouvriers, les étudiants employés et les employés ouvriers. Les conseils de prudence contre le gaspillage alternent avec des initiatives dont la logique échappe à la majeure partie de la population.

Le pétrole est la principale ressource de la Libye

Les positions radicales du régime sur le plan de la politique internationale ne se traduisent pas forcément par une rupture des relations économiques avec les États antagonistes : malgré les relations exécrables entre la Libye et les États-Unis, des compagnies pétrolières à participation américaine demeurent actives en Libye au début des années 1980. Malgré l'épisode de l'expulsion des anciens colons en 1970, la Libye maintient des liens commerciaux forts avec l'Italie, qui demeure son principal partenaire, y compris au plus fort de l'isolement international du régime de Kadhafi.
L'interventionnisme du régime contribue dans les années 1980 à mettre un terme au relatif état de grâce dont, grâce à sa rente pétrolière, il jouissait jusque-là au sein de la population : la suppression du petit commerce, mesure très impopulaire, coïncide avec l'effondrement des recettes pétrolières et les premiers plans d'austérité. La population libyenne, après des années de prospérité, découvre des situations de pénurie dans la décennie 1980. Entre 1980 et 1982, les recettes sont quasiment divisées par deux, puis sont à nouveau réduites de moitié du fait de la chute du cours du dollar américain en 1985 et 1986; l'embargo économique imposé par les États-Unis aggrave encore la situation. Au moment de la chute des cours du pétrole, le gouvernement réalise sa dépendance vis-à-vis des travailleurs étrangers et tente de limiter les entrées de migrants sur son territoire, sans y parvenir du fait notamment des réseaux migratoires clandestins.
La Libye continue par ailleurs sous Kadhafi d'attirer une forte immigration de travailleurs étrangers, originaires des pays arabes limitrophes, mais également d'Afrique subsaharienne. Les différentes catégories d'immigrés sont régulièrement frappées par des vagues d'expulsion, souvent liées à la situation politique du moment : en 1985, la Libye interdit aux Égyptiens de travailler sur son sol en réponse à une mesure similaire prise par l'Égypte envers les Libyens ; les travailleurs tunisiens sont également expulsés - ce qui entraîne une rupture des relations diplomatiques avec la Tunisie - de même que les Maliens, Mauritaniens, Syriens et Nigériens, officiellement en raison d'une volonté d'autosuffisance. Le rôle des immigrés demeure néanmoins essentiel, notamment dans le secteur privé après la résurgence de celui-ci. Dans les années 1980, les étrangers représentent plus de la moitié de la population active en Libye.

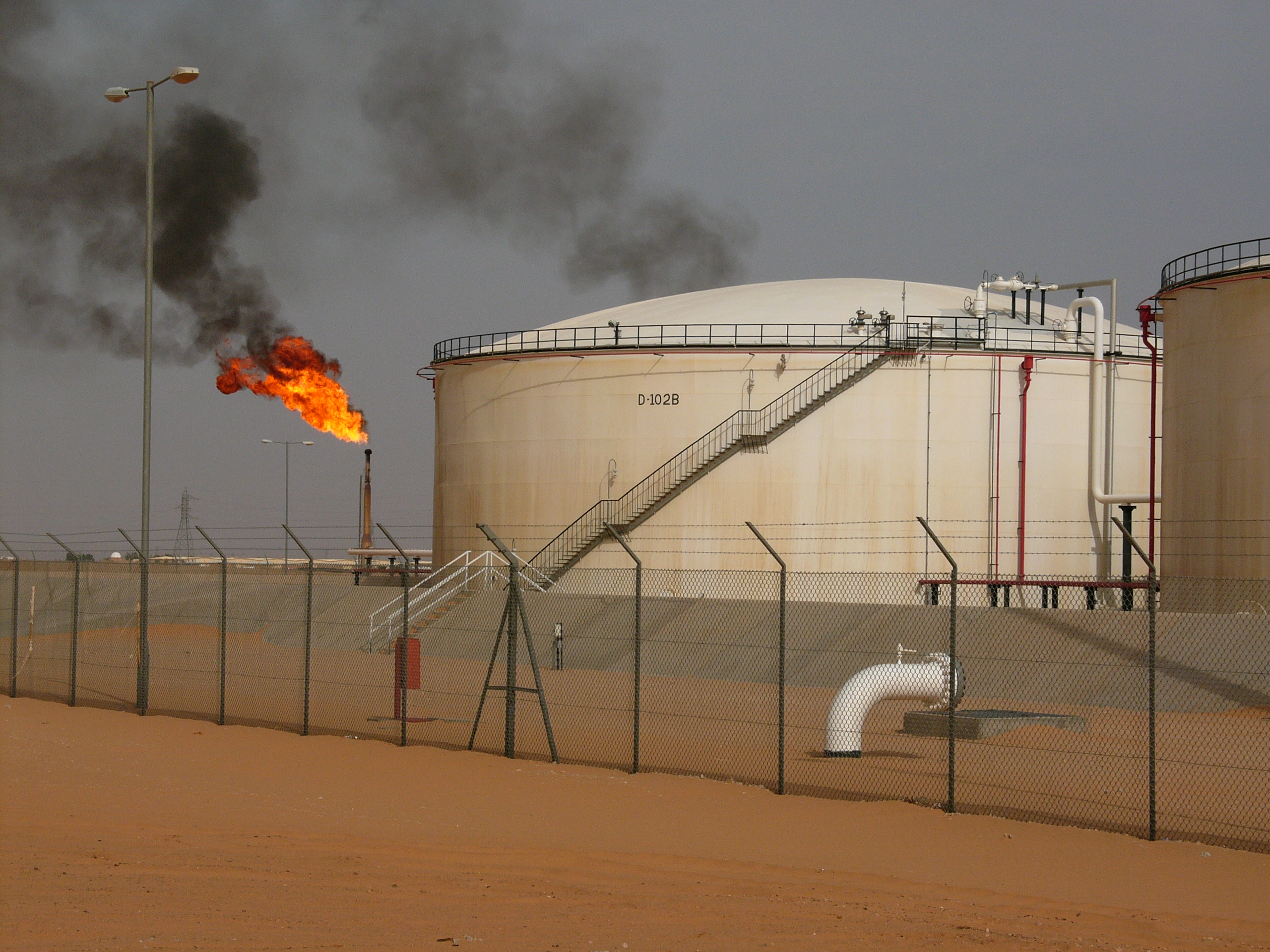
Puits de pétrole à El Saharara.

Le 26 mars 1987, Kadhafi préconise de faire une lecture plus souple de la doctrine économique jamahiriyenne. Si le salariat demeure officiellement aboli, la main-d'œuvre peut être embauchée dans des secteurs réduits à l'inactivité par l'expulsion des travailleurs étrangers quelques années plus tôt. Le petit commerce est à nouveau autorisé, et l'artisanat encouragé. Le secteur privé peut à nouveau se développer, et Kadhafi prône une forme de privatisation des PMI au bénéfice de leurs employés. Un statut proche de celui des coopératives est progressivement étendu à l'ancien secteur public, et certaines professions libérales sont à nouveau tolérées. Si le retour à un certain libéralisme économique, notamment en matière commerciale, améliore l'image du régime, des difficultés continuent de s'accumuler dans les années 1990 : les prix des denrées alimentaires augmentent ainsi régulièrement, celui du lait augmentant de 100 % en 1990. Les fonctionnaires et  les militaires, dont les salaires sont gelés, sont parfois payés avec des mois de retard. La persistance des interventions « idéologiques » de Kadhafi ne facilite pas non plus la réconciliation entre le régime et l'entreprise privée : une usine produisant du Pepsi-Cola, implantée en Libye, est ainsi brutalement fermée à la suite d'une déclaration du dirigeant, qui affirme que la boisson contient « du foie de porc ». Au moment de la guerre du Golfe, les recettes pétrolières connaissent une embellie mais à partir de 1992, la Jamahiriya arabe libyenne est soumise à un nouvel embargo économique, touchant également le pétrole, cette fois du fait de son prétendu rôle dans l'attentat de Lockerbie. En 1998, le Congrès général du peuple évalue le coût de l'embargo à 28 milliards de dollars. Les sanctions sont levées en 1999, après l'extradition des agents libyens présumés responsables de l'attentat : la période d'embargo a entretemps contribué à accentuer le caractère patrimonial et rentier de l'État libyen. Les inégalités sociales s'accroissent alors que des « nouveaux riches » issus des cercles du pouvoir prospèrent grâce au marché noir et à l’import-export.

Après la fin de l'embargo et la levée définitive des sanctions de la part du Conseil de sécurité des Nations unies, la Libye se réinsère dans le commerce international;  grâce à un prix du pétrole élevé et à la richesse de ses réserves, les exportations d’hydrocarbures permettent à l’économie libyenne de progresser très vite. Excepté l'épisode la crise de 2009, la Libye connaît une croissance élevée. Le pays bénéficie d'une croissance de 5 % en 2003 et 2007; en 2010, la croissance dépasse 10 % et le PIB par habitant augmente de 8,5 %,.

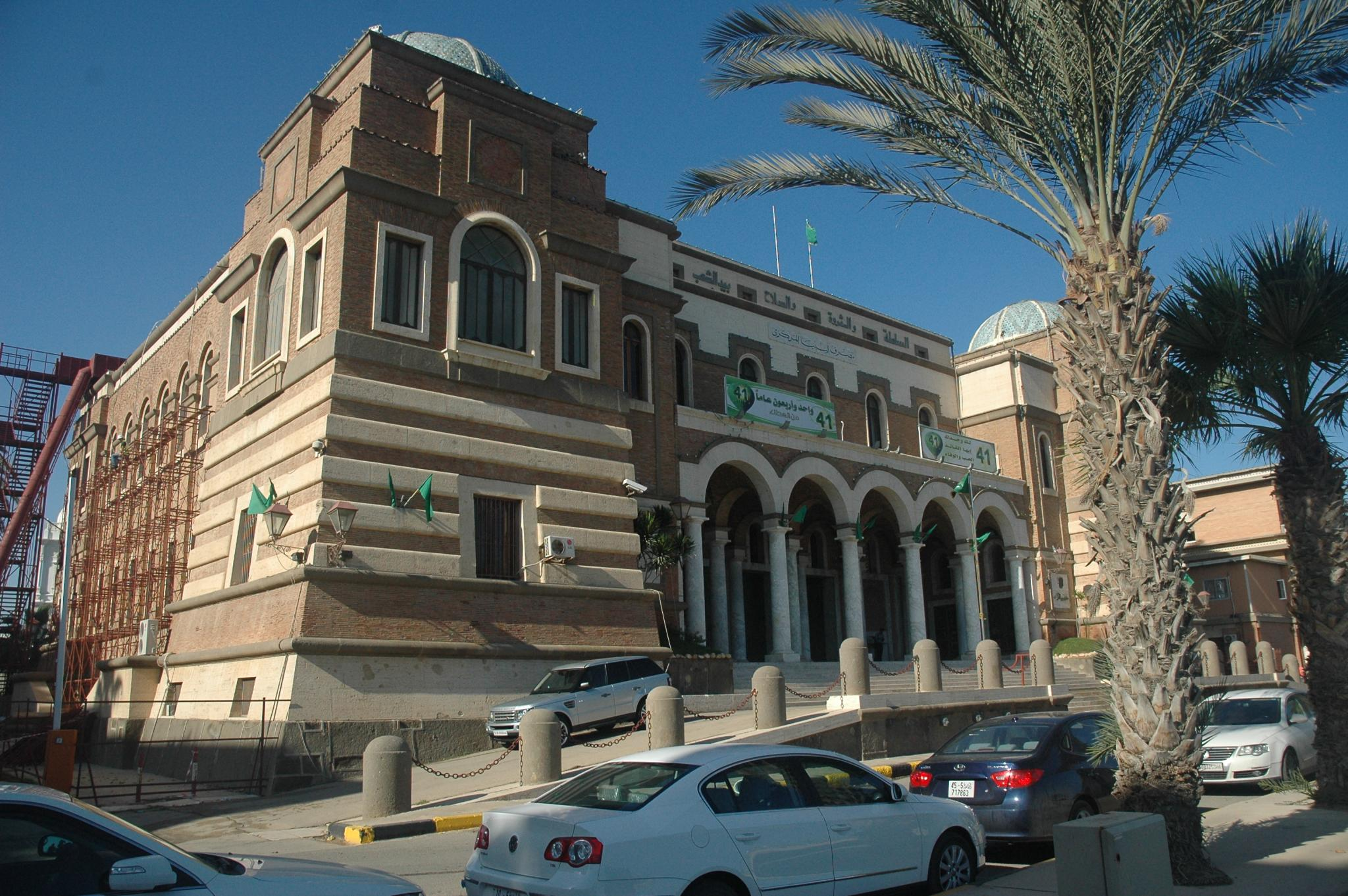
La banque centrale libyenne en 2010.

En 18 novembre 2008, le directeur du FMI, Dominique Strauss-Kahn, qui avait rencontré Mouammar Kadhafi, conclut : « les entretiens que nous avons eu ont témoigné de notre unité de vues sur les réalisations de la Libye et sur les principaux défis auxquels elle est confrontée. Les réformes ambitieuses des dernières années ont produit une croissance forte (…) Le défi principal est de maintenir le rythme des réformes en cours visant entre autres à réduire la taille de l'État. ».
Malgré des chiffres en apparence satisfaisants, l'économie libyenne continue de souffrir de maux structurels à la fin de l'ère Kadhafi : au classement de Transparency International sur la corruption, la Libye est classée 146e sur 180, loin derrière la Tunisie et l'Égypte ; le salaire moyen est de 756 € par mois contre 216 € pour la Tunisie et le taux de chômage atteint 30 % à la fin des années 2000, soit le plus élevé des pays d'Afrique du Nord,.
Le 15 février 2011, le jour même où commencent les premières protestations qui débouchent sur la révolte ouverte contre le régime, puis sur la guerre civile, un rapport du FMI loue la bonne gestion par le colonel Kadhafi et l'encourage à « continuer d'améliorer l'économie », mentionnant son « ambitieux agenda de réformes ».

## Guerres civiles
Au moment de l'insurrection armée contre Kadhafi en 2011, un « embargo de fait » s'installe sur le pétrole libyen. Le Conseil de l'Union européenne instaure des sanctions renforcées contre le régime de Kadhafi, qui concernent cinq entités financières dont la banque centrale et un fonds souverain. Les forces du Conseil national de transition, ayant pris le contrôle de terminaux pétroliers, les rebelles reprennent les exportations de pétrole en avril 2011, afin de financer leur combat contre les kadhafistes. En septembre 2011, après la chute de la capitale, l'ONU lève partiellement le gel des avoirs libyens et l'Union européenne lève les sanctions contre les entreprises libyennes.
Le Conseil national de transition entame la reconstruction économique du pays, déplorant la désorganisation de l'économie libyenne :  le secteur privé demeure très faible, les infrastructures sont insuffisantes notamment dans les transports, et de nombreux domaines d'activités peu développés, surtout dans le tertiaire. Les nouvelles autorités libyennes ont en chantier la reprise des exportations de pétrole, mais aussi la diversification de l'économie. La banque centrale découvre par ailleurs dans ses coffres 23 milliards de dollars (28 milliards de dinars) d'avoirs, non dépensés par l'ancien régime, et probablement thésaurisés, qui sont mis à contribution pour la remise sur pied de l'économie libyenne. La Libye devient, dans le cadre de sa reconstruction, un terrain de compétition pour les entreprises occidentales en quête de contrats avec les nouvelles autorités. Le CNT annonce pour sa part qu'aucun nouveau contrat pétrolier ne sera signé tant qu'un nouveau gouvernement ne sera pas formé à l'issue d'élections.
La Libye, après la chute de Kadhafi, ne parvient pas à constituer un système politique stable : alors que le pays sombre dans une seconde guerre civile, les ressources pétrolières demeurent un enjeu vital, les gouvernements rivaux de Tobrouk et de Tripoli luttant pour le contrôle des gisements et des exportations.
En 2021, le PIB PPA par habitant de la Libye s'élève à 60 % de son niveau d'avant-guerre.